# Eudistoma sluiteri
Eudistoma sluiteri är en sjöpungsart som beskrevs av Hartmeyer 1909. Eudistoma sluiteri ingår i släktet Eudistoma och familjen Polycitoridae. Inga underarter finns listade i Catalogue of Life.